# Куя (приток Айвиексте)
Ку́я (латыш. Kuja, Kujas upe, Kujupe, Kūja) — река в Латвии, течёт по территории Праулиенской, Цесвайнской, Лиезерской и Сарканской волостей Мадонского края. Правый приток среднего течения Айвиексте.
Длина — 77 км (по другим данным — 76 км или 79 км). Вытекает из озера Лиезерис на высоте 184,2 м над уровнем моря. Впадает в Айвиексте на высоте 84,9 м над уровнем моря, в 10 км выше Ляудоны. Площадь водосборного бассейна — 673 км². Объём годового стока — 0,19 км³.
Основные притоки:
- правые: Урдава, Сула, Либе, Риеба, Илга;
- левые: Апиньупите, Теце, Упстс[6].